# 乔治·瓦西利乌
乔治·瓦西利乌（希臘語：Γιώργος Βασιλείου；1931年5月20日—）是希臘裔賽普勒斯经济学家，政治家。前任塞浦路斯总统。

## 生平
1931年生于英属塞浦路斯东部沿海城市法马古斯塔。后来全家迁移至尼科西亚定居。在日内瓦、维也纳、布达佩斯和伦敦等地的大学学习。1962年在塞浦路斯创建了中东市场销售研究中心，为本地区提供大量经济信息和咨询服务。1985年增设中东计算机管理教育中心，为发展本国和中东地区的经济做出了贡献，成为当地经济界名流。1988年2月，他作为独立人士参加了大选，在劳动人民进步党的帮助下成功击败斯皮罗斯·基普里亚努，成为该国独立以来第三任总统。任期内，他继续重视发展民族经济，主张建立一个包括希、土两族塞浦路斯人的联邦国家。1990年8月27日至31日访华。
他还多次就賽普勒斯問題与联合国秘书长加利会谈，1992年8月与土族领导人拉乌夫·登克塔什在联合国举行直接会谈。1993年2月，他以49.7%的选票和0.6%的微弱差距输给了克莱里季斯而未能连任总统。

## 观点
极力反对将塞浦路斯岛分裂成两个国家，拒绝把塞浦路斯作为苏联犹太人移居以色列的中转站。